# Comet Motors
Die Comet Motor Inc. war ein US-amerikanischer Automobilhersteller, der von 1954 bis 1962 in Sacramento (Kalifornien) ansässig war. Firmengründer war Howard Saxon.
Gebaut wurden zunächst winzige Monoposto-Rennwagen. Dazu kam ein offener Zweisitzer mit Straßenzulassung. Zum Antrieb diente ein Motor mit 6 bhp (4,4 kW). Vom zweisitzigen Comet entstanden 30 Stück in neun Jahren.